# Ceiba speciosa
Ceiba speciosa là một loài thực vật có hoa trong họ Cẩm quỳ. Loài này được (A.St.-Hil.) Ravenna mô tả khoa học đầu tiên năm 1998.